# The Great Gig in the Sky
"The Great Gig in the Sky" é uma faixa do álbum The Dark Side of the Moon, de 1973, da banda inglesa de rock progressivo Pink Floyd. A canção é um instrumental vocal da cantora Clare Torry. Na versão original em LP do álbum, a canção é a quinta faixa, entretanto algumas versões do álbum em CD trazem as primeiras duas músicas — "Speak to Me" e "Breathe" — unidas, fazendo de "The Great Gig in the Sky" a quarta faixa do álbum.

## Composição

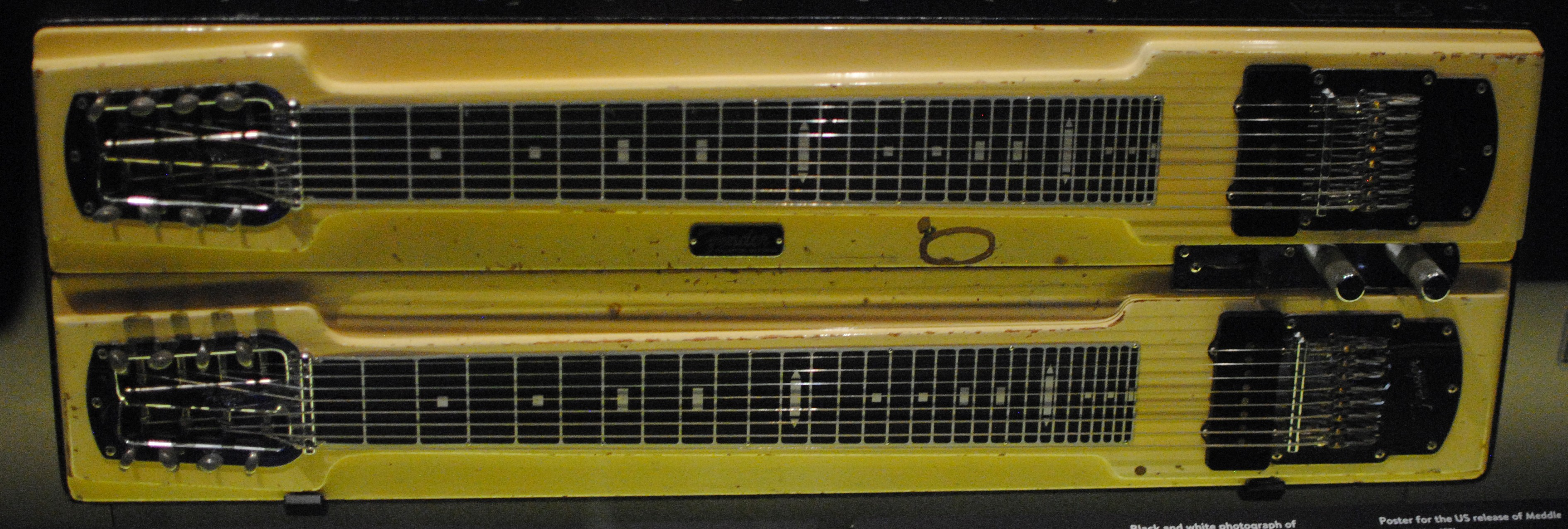
Fender 'Duo 1000'

A canção ganhou vida a partir de uma progressão de acordes do tecladista Richard Wright, que era chamada de "The Mortality Sequence" (A Sequência da Mortalidade) ou de "The Religion Song" (A Canção da Religião). Durante os ensaios prévios à gravação de The Dark Side of the Moon em 1972, a canção era um simples instrumental de órgão acompanhado por gravações de vozes dizendo frases da Bíblia e de discursos de Malcolm Muggeridge, um escritor britânico conhecido por sua visão religiosa conservadora.
Durante a gravação do álbum, a primeira tentativa foi de gravar os acordes com um piano no lugar do órgão. Tentou-se colocar vários efeitos sonoros diferentes na faixa, incluindo gravações de astronautas da NASA se comunicando durante as missões espaciais, mas nada foi satisfatório. Finalmente, em janeiro de 1973, algumas semanas antes do álbum ser finalizado, a banda decidiu tentar uma voz feminina "lamentando" durante a música.

## Clare Torry
Quando a banda começou a procurar uma vocalista para a gravação, o engenheiro de som Alan Parsons sugeriu Clare Torry, uma compositora e cantora de estúdio que, na época, tinha 25 anos de idade. Parsons já havia trabalhado com Clare e gostou da voz dela ao ouvi-la em um álbum de covers. Um funcionário do Abbey Road Studios entrou em contato com ela e tentou marcar uma sessão de gravação para a tarde do mesmo dia, mas ela não pareceu muito interessada: além de não ser muito fã do Pink Floyd, ela tinha outros compromissos, como um show de Chuck Berry para o qual ela já havia comprado ingressos. Uma sessão de gravação foi marcada para o domingo subsequente.
No começo da sessão, a banda tocou o instrumental para Clare, e disse muito pouco a ela, simplesmente pedindo para que ela improvisasse uma linha vocal. No início, ela teve dificuldade para entender o que eles queriam, mas acabou se inspirando, ao ouvir o instrumental, com o pensamento "talvez eu apenas deva imaginar que sou um mais um instrumento". Ela gravou dois takes completos, sendo o segundo mais emotivo que o primeiro. David Gilmour pediu para que ela gravasse um terceiro take, mas no meio dele Clare parou sentindo que estava sendo repetitiva e que já havia feito o melhor que podia.
A faixa final do álbum foi montada com partes extraídas dos três takes de Clare.
Os membros da banda ficaram profundamente impressionados com a performance de Clare, mas foram tão reservados que, quando foi embora, Clare achou que nenhum de seus takes seriam aproveitados. Ela só soube quando viu o álbum numa loja de discos, e por acaso viu seu nome nos créditos. Então ela comprou o álbum e pela primeira vez ouviu o resultado final.

## Impressões
The Great Gig in the Sky? Começou comigo sozinho tocando alguma coisa no estúdio, e Dave ou Roger disse "hmm, legal, acho que dá pra usar isso no álbum". Daí eu trabalhei um pouco mais, escrevi a música e ainda estava trabalhando nela. Clare Torry chegou e cantou com uma voz fantástica, era o que nós queríamos, e ela chegou e cantou.— Richard Wright
Era algo que eu e Rick já havíamos escrito, uma bela sequência de acordes. "The Great Gig in the Sky" e a parte de piano em "Us and Them", na minha opinião, são as coisas mais belas que Rick compôs, ambas são belíssimas. E Alan [Parsons] sugeriu Clare Torry. Eu não tinha muita ideia de como ia ficar. Clare veio ao estúdio e dissemos "não tem letra, é sobre a morte, cante pensando nisso". Acho que ela só fez um take, e dissemos "nossa, é isso, aqui está seu cachê", algo assim.— Roger Waters
Ela [Torry] fez um álbum de covers, lembro que ela gravou uma versão de "Light My Fire". Eu só achei que ela tinha uma bela voz. Nas gravações, os caras coçaram a cabeça e disseram "e aí, vamos cantar em cima desses acordes?", e eu disse "tenho uma ideia, conheço uma vocalista". Ela veio e em algumas horas estava tudo pronto. Ela foi instruída a apenas vocalizar, mas quando começou, era algo como "oh yeah baby" e tal, e dissemos pra ela só vocalizar. Não havia nenhum direcionamento de fato, ela só tinha que sentir e cantar.— Alan Parsons
Clare Torry foi ideia do Alan Parsons. Queríamos uma voz feminina lá, cantando como se estivesse tendo um orgasmo. Alan já havia trabalhado com ela antes, então resolvemos tentar. E ela foi fantástica. Tivemos que encorajá-la um pouco. Demos algumas dicas de dinâmica a ela, como "cante essa parte mais suave, e essa mais alto". Ela fez alguns takes, e depois editamos tudo e montamos um take final. Não foi um take único, de ponta a ponta.— David Gilmour
Eu cheguei e coloquei os fones de ouvido, e comecei com algo "oh ah, baby yeah". Eles disseram "não, não é isso, se quiséssemos isso teríamos chamado a Doris Troy". E depois disseram "tente algumas notas longas", e eu comecei a tentar. E durante esse tempo eu fui me familiarizando com a música, e foi quando eu pensei "talvez eu apenas deva imaginar que sou um mais um instrumento", e aí eu disse "comece a faixa do início de novo". Uma das coisas que mais lembro era um retorno belíssimo nos fones, Alan Parsons equalizou minha voz maravilhosamente, com um pouco de eco, mas não muito. Quando eu fechei os olhos — como eu sempre faço —, tudo foi se encaixando. Uma voz bem equalizada é sempre inspiradora para quem canta.— Clare Torry
Chris Thomas, que trabalhou como assistente de mixagem para Alan Parsons no álbum, disse que na época eles já estavam trabalhando na mixagem. No DVD Classic Albums: The Dark Side of the Moon, vários dos membros mencionam que eles não sabiam bem o que fazer nessa música. Wright ainda diz que, quando Clare terminou, ela ficou se desculpando por sua performance, mas na verdade todos os que estavam presentes estavam maravilhados com o que ela havia feito.

## Reaparição de Clare com o Pink Floyd no Knebworth Festival, 1990
em 1990, o Pink Floyd tocou no festival Knebworth, e a segunda música do concerto foi "The Great Gig In The Sky", com - pela primeira e única vez ao vivo - Clare Torry nos vocais - Clare nunca cantara a música ao vivo com a banda antes disso, e nunca tocou nos próximos shows da banda -, além de ter sido uma das Vocais de apoio ao longo do show. 
isso pode ser visto e ouvido no álbum ao vivo "Live at Knebworth 1990" de 2021.

## Processo judicial
Em 2004, Clare Torry processou o Pink Floyd e a gravadora EMI pelos royalties da composição, baseada no fato de que sua contribuição caracterizava uma coautoria com Richard Wright em "The Great Gig in the Sky". Na época, seu cachê foi padrão, de £30. Em 2005, as partes chegaram a um acordo em favor de Clare, embora os termos do acordo não tenham sido revelados. Todas as publicações a partir de 2005 listam a composição como sendo de autoria de Richard Wright e Clare Torry.

## Partes faladas
A canção possui duas partes faladas, que foram tiradas de gravações que ocorreram durante a produção do The Dark Side of the Moon. São elas:
0:38
And I am not frightened of dying. Any time will do, I don't mind. Why should I be frightened of dying? There's no reason for it — you've got to go sometime.
E eu não tenho medo de morrer. Posso ir a qualquer hora, não me importo. Por que eu deveria ter medo de morrer? Não há razão pra isso — uma hora você vai ter que ir.— Gerry O'Driscoll, zelador do Abbey Road Studios
3:33
I never said I was frightened of dying.
Eu nunca disse que tinha medo de morrer.— Patricia 'Puddie' Watts, esposa do chefe de logística Peter Watts

## Créditos
- Roger Waters – baixo, efeitos de gravação
- David Gilmour – guitarra havaiana
- Rick Wright – piano, órgão Hammond
- Nick Mason – bateria e percussão
- Clare Torry – voz